# Aeropuerto de Kittilä
El Aeropuerto de Kittilä (en finés: Kittilän lentoasema) (IATA: KTT, OACI: EFKT) es un aeropuerto de uso civil situado en los aledaños de la localidad de Kittilä, Finlandia, dentro del círculo polar ártico.

## Aerolíneas y destinos
| Aerolíneas               | Destinos                  |
| ------------------------ | ------------------------- |
| Edelweiss Air            | Temporada: Zúrich         |
| Finnair                  | Helsinki, Ivalo           |
| Nordic Regional Airlines | Temporada: Tampere, Turku |
| Norwegian Air Shuttle    | Temporada: Helsinki       |
| Transavia France         | Temporada: París-Orly     |

## Estadísticas
Ver fuente y consulta Wikidata.
| Año  | Pasajeros doméstico | Pasajeros internacional | Pasajeros Totales | Variación |
| ---- | ------------------- | ----------------------- | ----------------- | --------- |
| 1983 |                     |                         | 1,821             |           |
| 1985 |                     |                         | 280               |           |
| 1990 |                     |                         | 21,103            |           |
| 1995 |                     |                         | 76,002            |           |
| 2000 |                     |                         | 170,082           |           |
| 2005 | 155,008             | 73,693                  | 228,701           | −4.3%     |
| 2006 | 153,338             | 91,820                  | 245,158           | +7.3%     |
| 2007 | 145,675             | 94,944                  | 240,619           | −1.8%     |
| 2008 | 164,136             | 101,428                 | 265,564           | +9.8%     |
| 2009 | 165,926             | 79,387                  | 245,313           | −7.6%     |
| 2010 | 142,197             | 72,296                  | 214,493           | −12.6%    |
| 2011 | 167,484             | 71,054                  | 238,538           | +11.3%    |